# Stanislav Lachtjoechov
Stanislav Vladimirovitsj Lachtjoechov (Russisch: Станислав Владимирович Лахтюхов) (Moskou, 18 april 1987) is een Russische zwemmer.

## Carrière
Bij zijn internationale debuut, op de Europese kampioenschappen kortebaanzwemmen 2007 in Debrecen, strandde Lachtjoechov in de series van zowel de 50 als de 100 meter schoolslag.
Tijdens de wereldkampioenschappen zwemmen 2009 in Rome werd de Rus uitgeschakeld in de series van zowel de 50 als de 100 meter schoolslag. Op de Europese kampioenschappen kortebaanzwemmen 2009 in Istanboel strandde Lachtjoechov in de halve finales van de 50 meter schoolslag en in de series van de 100 meter schoolslag. Samen met Stanislav Donets, Jevgeni Korotysjkin en Jevgeni Lagoenov zwom hij in de series van de 4x50 meter wisselslag, in de finale veroverden Donets en Korotysjkin samen met Sergej Gejbel en Sergej Fesikov de Europese titel. Voor zijn aandeel in de series ontving Lachtjoechov eveneens de gouden medaille.
In Boedapest nam de Rus deel aan de Europese kampioenschappen zwemmen 2010, op dit toernooi werd hij uitgeschakeld in de series van zowel de 50 als de 100 meter schoolslag. Tijdens de wereldkampioenschappen kortebaanzwemmen 2010 in Dubai strandde Lachtjoechov in de halve finales van zowel de 50 als de 100 meter schoolslag, op de 4x100 meter wisselslag sleepte hij samen met Stanislav Donets, Jevgeni Korotysjkin en Nikita Lobintsev de zilveren medaille in de wacht.
Op de Europese kampioenschappen kortebaanzwemmen 2011 in Szczecin eindigde de Rus als zesde op de 100 meter schoolslag en als negende op de 50 meter schoolslag. Samen met Sergej Makov, Nikita Konovalov en Jevgeni Lagoenov zwom hij in de series van de 4x50 meter wisselslag, in de finale legden Vitali Borisov, Sergej Gejbel, Jevgeni Korotysjkin en Sergej Fesikov beslag op de zilveren medaille. Voor zijn inspanningen in de series ontving hij eveneens de zilveren medaille.

## Internationale toernooien
| Jaar | Olympische Spelen | WK langebaan                           | WK kortebaan                                                 | EK langebaan                           | EK kortebaan                                                                                    |
| ---- | ----------------- | -------------------------------------- | ------------------------------------------------------------ | -------------------------------------- | ----------------------------------------------------------------------------------------------- |
| 2007 |                   | geen deelname                          |                                                              |                                        | 29e 50m schoolslag 31e 100m schoolslag                                                          |
| 2008 | geen deelname     |                                        | geen deelname                                                | geen deelname                          | geen deelname                                                                                   |
| 2009 |                   | 31e 50m schoolslag 31e 100m schoolslag |                                                              |                                        | 15e 50m schoolslag · 22e 100m schoolslag · 4x50m wisselslag · Lachtjoechov zwom enkel de series |
| 2010 |                   |                                        | 14e 50m schoolslag · 13e 100m schoolslag · 4x100m wisselslag | 24e 50m schoolslag 29e 100m schoolslag | geen deelname                                                                                   |
| 2011 |                   | geen deelname                          |                                                              |                                        | 9e 50m schoolslag · 6e 100m schoolslag · 4x50m wisselslag · Lachtjoechov zwom enkel de series   |

## Persoonlijke records
Bijgewerkt tot en met 19 december 2009

### Kortebaan
| Afstand         | Tijd  | Datum            | Plaats          |
| --------------- | ----- | ---------------- | --------------- |
| 050m schoolslag | 26,61 | 19 december 2009 | Sint-Petersburg |
| 100m schoolslag | 57,11 | 15 november 2009 | Berlijn         |

### Langebaan
| Afstand         | Tijd    | Datum         | Plaats |
| --------------- | ------- | ------------- | ------ |
| 050m schoolslag | 27,79   | 28 juli 2009  | Rome   |
| 100m schoolslag | 1.00,71 | 30 april 2009 | Moskou |